# Remsle
Remsle är en stadsdel i Sollefteå. Remsle ligger på den norra sidan av Ångermanälven som flyter genom Sollefteå. På Remsle låg fram till början av 1990-talet ett av Sollefteå garnisons två regementen, Norrlands trängregemente (T 3). 

## Administrativ historik
Före 2015 och från 2018 räknar SCB bebyggelsen som en del av tätorten Sollefteå. 2015 klassades den som en egen tätort, namnsatt till Sollefteå norra. Antalet invånare var då 1387 på 164 hektar